# Mobilmánia
A Mobilmánia magyar rockegyüttes, amely 2008-ban alakult egykori P. Mobil-tagokból. Alapvető koncepciója az volt, hogy a több átalakulást megélt P. Mobil dalai annak az énekesnek az előadásában legyenek hallhatók koncerteken, akihez a közönség nagy része köti őket, illetve bizonyos dalokat a három énekes együtt adjon elő. Azóta az együttes többször átalakult, készített saját albumokat is, de a jelenlegi felállásban is játszanak volt P. Mobil-zenészek.

## Történet
Bemutatkozó koncertjüket 2008 tavaszán Székesfehérváron tartották a Fezen Klubban. A kezdeti idők koncertjein rendszeres előzenekar volt a RockBand, amely szünet nélkül adta át helyét a Mobilmániának (2009-ig Zeffer mellett a két gitáros és a dobos is a színpadon maradt, 2010-től pedig valamennyi RockBand-tag közreműködik a Mobilmániában is).
A koncertsikerek nyomán ajánlatot kaptak lemez megjelentetésére. Úgy döntöttek, ne régi dalok kerüljenek fel újra játszva, hanem készüljenek új szerzemények. Az album 2008 decemberében jelent meg Ez a mánia címmel.
Befejezését Tunyogi Péter már nem érhette meg, de még hallható rajta a hangja két dalban (igaz, rövid ideig, szöveg nélkül), továbbá egy szerzeménye is felkerült. Az ő halála után a zenekar úgy döntött, folytatja működését, átszervezett koncertműsorral. Tunyogiról minden koncerten megemlékeznek egy dal erejéig – Menj tovább – énekhangjának bejátszásával.
2009 áprilisában a Petőfi Csarnokban adtak nagyszabású koncertet, neves vendégekkel: Földes László (Hobo), aki korábban több ismert P. Mobil-sláger szövegét írta, Tunyogi Bernadett, az elhunyt énekes lánya, az Echo Quartett vonósnégyes, valamint a P. Mobil korábbi dobosai: Pálmai Zoltán, Döme Dezső, Herpai Sándor és Németh Gábor. A koncertről DVD is megjelent.
2010 elején átalakult a zenekar, részben a RockBandben lezajlott változások következtében. A korábbi P. Mobil-tagok közül Donászy Tibor is csatlakozott, aki már 2008-ban is helyettesítette néhány koncerten Borbély Zsolt dobost. Vikidál Gyula több előadásos színházi fellépésekre kapott felkérést, emiatt az állandó közreműködést nem tudta tovább vállalni, de időnként azóta is fellép a zenekarral. Vámos Zsolt gitárost pedig Szentkirályi János váltotta fel. Az új felállásban készült el év végére a második nagylemezük, amiért megkapták a szakma legrangosabb elismerését, a Fonogram-díjat.
2013 augusztusában Szentkirályi János kilépett. A hivatalos magyarázat szerint külföldi karrierjére kíván koncentrálni, ezt azonban ő maga cáfolta. Utódja, Kispál Balázs a szeptemberi MetalWar Festen mutatkozott be. Decemberre elkészült az előző évi PeCsa-koncert háromdimenziós felvétele, ami úttörőnek számít a magyar könnyűzenében. A felvétel megjelent blu-rayen és moziban is bemutatták. Év végén újabb tagcserét jelentettek be: Rudán Joe távozott az együttesből.
2014 márciusában, családi okokra hivatkozva Kozma Tamás gitáros távozott a zenekarból öt és fél év után. Az ő helyére Csintalan Márk, a Kodolányi Főiskola gitártanszakos hallgatója érkezett.
2014. április 27-től a Mobilmánia új énekese Molnár Péter (Stula) lett. Az új felállású együttes nagyszabású koncertet adott Budapesten. 2014 nyarán 18 előadáson keresztül végigjárták az országot.
Augusztustól lemezkészítésbe kezdtek. 2014. október 27-én a Hammer Records kiadásában hivatalosan megjelent a Fénypokol című album. A lemezen 15 új dal hallható, a szövegeket a korábbiakhoz hasonlóan Horváth Attila írta. 2015. május 16-án Donászy Tibor dobos Facebook-oldalán bejelentette, hogy távozik a zenekarból. Utódja, a gitáros Csintalan Márk testvére, Csintalan György lett.
2016 júliusában, a nyári HammerWorld magazin mellékleteként, megjelent az együttes harmadik koncert DVD-je Fénypokol koncert címmel, ami az együttes 2015. július 9-én a budapesti Barba Negra Track-en adott koncertjének felvételét tartalmazza. 2016 októberében az anyag CD-n is megjelent.
2016. október 23-án Molnár Péter (Stula) énekes váratlanul bejelentette, hogy elhagyja az együttest. A megüresedett poszt betöltésére országos casting kiírását tervezi. 2017 januárjában a Csintalan fivérek távoztak az együttesből és a RockBandből is, a dobokhoz pedig Donászy Tibor tér vissza.
2017 februárjában az együttes hivatalos Facebook oldalán jelentette be, hogy az új gitáros Nusser Ernő (RockBand, Bajnok Rock Team, Tunyogi Rock Band, Időgép, Unisex, Rolls Frakció), míg az új énekes Gamsz Árpád (Avenford) lesz.
Az új felállás 2017 október 14-én jelentette meg Vándorvér című első, közös albumát, aminek dalait a Rádió Rock reggeli műsorában, és másnap a Barba Negrában mutatták be.
2018 január 6-án tripla jubileumi koncert volt a Papp László Budapest Sportarénában Vikidál Gyula 70., Zeffer András 60.,  és a Mobilmánia 10. születésnapja alkalmából. A műsor két részből állt:  az első részében Vikidál, a második részben Zeffer András saját (Tunyogi Rock Band, RockBand ), illetve előbbivel közös munkássága (P.Mobil, Mobilmánia) került terítékre. A vendégek névsora: az egész koncertet az Vass Lajos Szimfonikus Zenekar színesítette, az első blokkban közreműködtek Nagy Anikó és Zöld Csaba színművészek, Homonyik Sándor énekes, Jankai Béla és fiai (Valentin, Sebastian), továbbá Vikidál Gyula első zenekara, a Gemler gitárosa, Szabó László "Morci"; a második blokkban pedig Závodi János és Lukács Peta is játszottak, és három dal erejéig megemlékeztek Tunyogi Péterről is.
2019 februárjában Kispál Balázs gitáros távozott, utolsó koncertje a zenekarral február 16-án volt Szarvason. Ettől kezdve az együttes másfél gitáros felállásban játszott (Gamsz Árpád többször is gitározik az éneklés mellett). Ez a felállás 2022 novemberéig tartott, amikor a zenekar bejelentette Szijártó Zsolt (Kárpátia, Omen, Akela) gitáros csatlakozását.
2023. január 13-án és 14-én a Barba Negrában sajátos dupla koncertet adott a zenekar: az első estén 100% Mobil címmel csak P. Mobil-dalokat játszottak, másnap pedig 100% Mánia címmel csak saját szerzeményeket.
2023 december 28-án ünnepelte a zenekar a 15., Vikidál Gyula a 75., illetve Zeffer András a 65. születésnapját, egy évzáró koncerttel ugyancsak a budapesti Barba Negrában. A koncerten Szirota Jennifer, és az Omega korábbi gitárosa, Molnár György szerepelt vendégként. Utóbbival először hangzott el  Az utolsó mohikán című új dal, amit a gitáros elhunyt társai, pályatársai, és aktív korszakának emlékére írt. Ezen kívül az Omega előtt tisztelegve a Gyöngyhajú lány is felcsendült.
Az új év azonban két szomorú hírrel indult:Donászy Tibor dobos, 2015 után immár másodszor, ismét kilépett a zenekarból. Helyére Hornyák Péter (Ossian, Stardust, Seneca, Wellington, Cool Head Klan, Invader) érkezett. 2024 februárjában pedig Gamsz Árpád énekes jelentette be, hogy külföldre költözése miatt távozik a csapatból. Utóda a Pokolgép korábbi énekese, Tóth Attila lett.

## Diszkográfia
Stúdióalbumok
- Ez a mánia (2008)
- Az út legyen veled (2010)
- Fénypokol (2014)
- Vándorvér (2017)

Válogatás/ Remake
- Ez még nem a Pokol / Landed In Your Hell (2018) – az együttes első 10 évének legnagyobb slágerei magyar és angol nyelven.
- Zefi & Bajnok 40 (2020) – a két alapító, Zeffer András és Kékesi "Bajnok" László legjobb dalai újrajátszva, rengeteg vendéggel, közös pályafutásuk kezdetének 40. évfordulója alkalmából.
- Itt vagyok, hogy újból kitalálj (2024) - újrafelvett dalok

Koncertfelvételek
- Mobilmánia – Budapest, Petőfi Csarnok 2009. április 30. Koncert DVD + CD
- Vagyunk és maradunk még (2012) – 2012. május 26. koncert DVD + 2CD
- Vagyunk és maradunk még (2013) – 3D Bluray 2012. május 26.koncert.
- Fénypokol koncert (2016) – 2015.július 9. koncert DVD+CD
- Vikidál 70, Zeffer 60, Mobilmánia 10 (2018) – 2018.január 6. koncert 2DVD + 3CD (megjelenés: 2019 szeptember 13.)
- Zefi & Bajnok 40 (2023) – 2022.december 23. koncert 2DVD + 3CD